# Project Gotham Racing 3
Project Gotham Racing 3 (PGR3) är det tredje spelet i spelserien Project Gotham Racing, utvecklad av Bizarre Creations och publicerad av Microsoft Game Studios. PGR3, som det ofta förkortas, är det första spelet i serien som släppts till Xbox 360.
Uppföljare

Project Gotham Racing 4 släpptes i oktober 2007. Även den här spelet utvecklades av Bizarre Creations och gavs ut av Microsoft.